# Henriette Bourdic-Viot
Marie-Anne-Henriette de Payan de l’Estang, épouse Ribière (ou Ribère) d’Antremont (marquise d'Antremont), puis de Bourdic, puis Viot, née à Dresde en 1746 et morte à La Ramière, près Bagnols-sur-Cèze, en 1802, est une femme de lettres française.

## Biographie
Anne-Marie-Henriette de Payan est la fille de Joseph de Payan (1711-1746), baron de L’Estang et de Marie-Thérèse Beaussier.
Elle est née à Dresde en décembre 1744 ou 1746, mais elle est d’une famille originaire du Dauphiné. Elle perd son père en août 1746. Elle est amenée en France à l’âge de quatre ans. Sa mère se remarie en 1753 avec Gabriel, baron de Niel, capitaine d'infanterie, chevalier de Saint-Louis.
En 1761, Henriette est mariée au marquis de Ribière d’Antremont, du comtat Venaissin, qui la laissa veuve deux ans après.
Elle connaît parfaitement le latin, l’allemand, l’anglais et l’italien, ainsi que la musique, qui, jointe à la poésie, partagent tout son temps.
En 1768, elle envoie ses essais poétiques commencés au château d’Aubenas à Voltaire qui la recommande à l’Almanach des Muses.
Elle épouse en secondes noces en 1777 le baron de Bourdic, major de la ville de Nîmes.
En 1783, elle fait son premier voyage à Paris où elle rencontre Benjamin Franklin.
Elle entretient une correspondance avec de nombreuses personnalités de l’époque, comme Benjamin Franklin, Voltaire, Thomas Jefferson ou encore Saint-Just.
Après la mort du baron de Bourdic, elle convole en troisièmes noces en 1795 ou 1796 avec Pacôme Louis Viot (vers 1745-1812), administrateur des domaines nationaux et droits d'enregistrement puis commissaire des relations extérieures à Barcelone.
Connue autant par son esprit que par son amabilité, et dont les vers sont dans le style de Gresset et de Voltaire. Son Ode au silence est un modèle, d’après Chateaubriand .
Ses poésies sont disséminées dans l’Almanach des Muses et autres recueils de ce genre.

### Famille
Sa demi-sœur, Madeleine Thérèse Pauline de Niel, épouse en 1774 Charles Prudent Bruneau d'Ornac, baron de Verfeuil, « frère de M. l'abbé de Saint-Marcel », « l'un et l'autre neveux de M. l'évêque de Nîmes », Mgr de Becdelièvre.

## Œuvres
- Éloge de Montaigne, Paris, C. Pougens, an VIII, in-18.
- Poésies de Mme la marquise d'Antremont, Amsterdam , 1770, In-12, 64 p.
- Almanach des muses, 1774 (Requête à M. le comte de *** pour obtenir de lui un bénéfice à simple tonsure, Vers à M. le chevalier de Cubières ) 1778 ("Le pinçon, romance" et "Vers présentés à Monsieur à son passage à Nîmes"). L'Almanach des muses publie aussi des vers qui lui sont adressés, par Blin de Sainmore en 1775, le marquis de St Maurice en 1778.

## Pour approfondir